# Levensbron (Ridderkerk)
De Levensbron is een kerkgebouw van de Protestantse Kerk in Nederland in de Nederlandse plaats Ridderkerk, provincie Zuid-Holland. 

## Geschiedenis
In augustus 1994 begon de bouw van de kerk aan de Jan Luykenstraat. Deze kerk werd gebouwd als vervanging van de Ontmoetingskerk aan de Jhr. de Savornin Lohmanstraat.
Op 27 augustus 1995 werd het nieuwe kerkgebouw in gebruik genomen met ruimte voor 600 kerkgangers.